# (27619) Ethanmessier
(27619) Ethanmessier est un astéroïde de la ceinture principale.

## Description
(27619) Ethanmessier est un astéroïde de la ceinture principale. Il fut découvert le 25 mai 2001 à Socorro (Nouveau-Mexique) par le projet LINEAR. Il présente une orbite caractérisée par un demi-grand axe de 2,44 UA, une excentricité de 0,20 et une inclinaison de 5,1° par rapport à l'écliptique.

## Compléments